# Файзуллин, Роман Халилевич
Роман Халилевич Файзуллин (в некоторых источниках ошибочно Файзулин; 26 февраля 1986, Стерлитамак — 9 апреля 2016, там же) — российский писатель, поэт.

## Биография
Стихи публиковались в журналах «Нева», «Сибирские огни», «Бельские просторы», «Вайнах» и других. Короткая проза опубликована в журнале «Крещатик», проекте «Русский Гулливер» и др.
В 2007 году вошёл со стихами в длинный список премии «ЛитературРентген», дважды входил в длинные списки премии «Дебют» — в 2009 г. в номинации «Крупная проза», в 2010 г. в номинации «малая проза». В 2009 году стал одним из лауреатов фестиваля «Молодой литератор 2009» (Нижний Новгород). В 2013 году был номинирован на соискание Григорьевской премии. Имя Файзуллина фигурировало и в числе претендентов на премию «Нонконформизм», однако в число финалистов он не вошёл.
Покончил с собой (повесился) в ночь с 9 на 10 апреля 2016 года, в состоянии затяжной депрессии.
Книга стихов «Так много света» издана посмертно в 2019 году московским издательством «Стеклограф».